# 前41年
| 千纪： | 前1千纪 |
| 世纪： | 前2世纪 \| 前1世纪 \| 1世纪                                                                                |
| 年代： | 前70年代 \| 前60年代 \| 前50年代 \| 前40年代 \| 前30年代 \| 前20年代 \| 前10年代                           |
| 年份： | 前46年 \| 前45年 \| 前44年 \| 前43年 \| 前42年 \| 前41年 \| 前40年 \| 前39年 \| 前38年 \| 前37年 \| 前36年 |
| 纪年： | 西汉永光三年                                                                                               |

## 大事记
- 汉朝皇子刘康为济阳王，许嘉为大司马
- 卢基乌斯·安东尼任罗马执政官

## 逝世
- 阿尔西诺伊四世，古埃及国王托勒密十二世幼女
- 塞拉皮翁 (將軍), 托勒密埃及将军
- 阿里阿拉特十世, 卡帕多细亚的末代国王
- 王接，汉朝平昌侯